# Balbisia microphylla
Balbisia microphylla es una especie de plantas con flores descrita por primera vez por Rodolfo Amando Philippi y recibió el nombre en honor de Karl Friedrich Carlos Federico Reiche. Balbisia microphylla pertenece al género Balbisia, y a la familia Vivianiaceae.Se encuentra distribuido por Chile, especialmente documentada en el Desierto de Atacama.

## Ciclo de vida
No se conoce mucho de la fenología de la floración de B. microphylla. Sin embargo, de acuerdo con los patrones descritos para otras tres especies de Balbisia en el sur de Perú sugieren que la floración principal de B. microphylla ocurre después de las lluvias de verano, aproximadamente entre marzo y abril, mientras que durante el resto del año se producen flores adicionales. La abundancia de flores producidas fuera del período de floración principal parece ser extremadamente variable en el tiempo y también muy agrupada en el espacio. 

## Ecosistema
B. microphylla es la primera planta huésped registrada para la polilla Eupithecia tarapaca. Es la primera mención de una asociación del género Eupithecia con Vivianiaceae, Los registros previos de plantas hospederas de Eupithecia de la zona norte de Chile incluían principalmente a Fabaceae, con una sola especie, Eupithecia atacama, asociada con Chenopodiaceae, y otra, Eupithecia yubitzae, cuyas larvas podían alimentarse de especies Anacardiaceae, así como Fabaceae.
E. tarapaca parece que se ajusta a la estrategia de cobertura del B. microphylla caracterizada por una duración variable de la etapa de pupa que le permite al E. tarapaca utilizar un recurso de floración muy variable.